# Chusé Raul Usón
Chusé Raul Usón (Saragossa, 1966) és un editor i escriptor en aragonès. Va estudiar en els Jesuïtes de Saragossa i, posteriorment, va estudiar Història en la Universitat de Saragossa. Va ser responsable del Ligallo de Fabláns de l'Aragonés, organització dedicada a la defensa de la llengua aragonesa i membre del Consello d'a Fabla Aragonesa. Va guanyar diversos premis literaris, que li van dur a realitzar les seves primeres publicacions, tant de poesia com de ficció. És el traductor Cullita d'otri (1998), antologia de poesia occidental. Del seu dietari As zien claus, en el qual conta el seu treball com educador en un reformatori, l'escriptor asturià Xuan Bello va escriure: "cent instants on tot és possible: l'infern i el paradís, els àngels i els dimonis lluitant en una mateixa persona".

## Editorial Xordica
És fundador i propietari de l'editorial Xordica, en la tradició de les grans editorials independents europees, en la qual ha publicat a molts dels nous escriptors aragonesos: Daniel Gascón, Cristina Grande, Miguel Mena, Ángela Labordeta, Antón Castro, Fernando Sanmartín, Julio José Ordovás, Ángel Petisme, Santiago Gascón, Fernando Martín Pescador, Isidro Ferrer, Daniel Nesquens o Sergio Algora. También ha publicat a altres importants escriptors aragonesos: José Antonio Labordeta, Javier Tomeo, Ismael Grasa, José María Conget, Jesús Moncada, José Luis Cano, Javier Barreiro, Ildefonso Manuel Gil, José María Latorre, Agustín Sánchez Vidal i molts altres escriptors: David Trueba, Manuel Antonio Pina, Ondjaki, Gonçalo Tavares, Jean Debernard, Lara López, Irantzu Landaluce, Manuel Moyano, Diego Pita, Joan Perucho o Xosé Luis Méndez Ferrín. És el més important editor privat de llibres en aragonès: Ánchel Conte, Francho Nagore Laín, Elena Chazal, Chusé Inazio Nabarro…

## Obra literària

### Poesia
- Dezinueu repuis d'una bida dallata, 1986
- Ixe buxo biello -entre fierros-, 1988
- Luna, arto y poemas de bardo, 1989
- Fuellas chobenas, 1991
- Nueis d'agüerro, 1986
- Trista boira baxa, 1994
- Cruzillata

### Prosa
- Benzina, 2003
- As zien claus (traduït a l'asturià, com a Les cien llaves)

### Traducció
- Cullita d'otri (amb traduccions a l'aragonès de poemes de Bernardo Atxaga, Paul Auster, Miguel Labordeta i altres)
- Historias de la mano izquierda (traducció al castellà del llibre de Jesús Moncada)
- El café de la rana (traducció al castellà del llibre de Jesús Moncada)
- Calaveras atónitas (traducció al castellà del llibre de Jesús Moncada)